# Dillion Harper
Dillion Harper (Jupiter, 27 settembre 1991) è un'ex attrice pornografica statunitense.

## Biografia e carriera pornografica

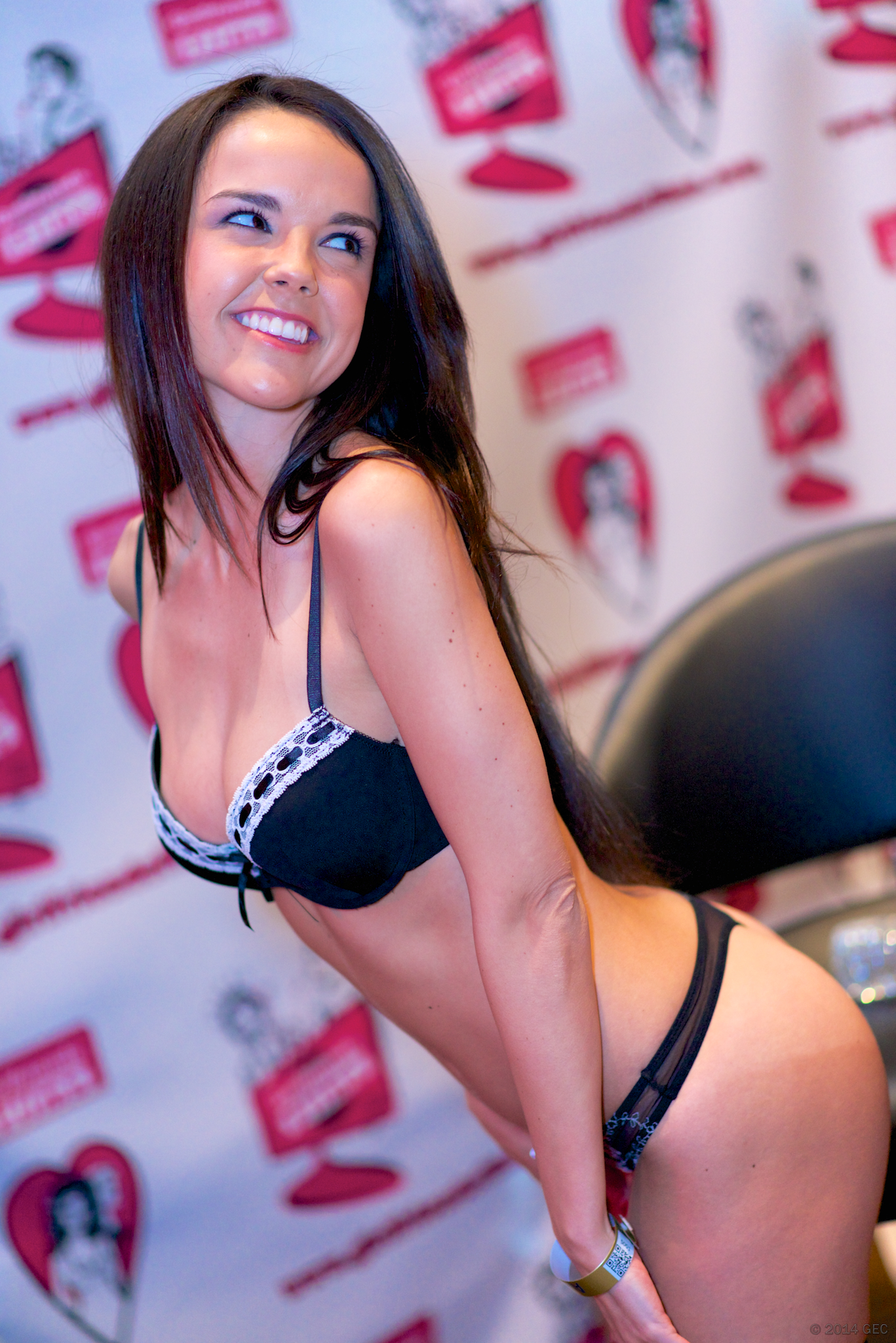
Dillion Harper nel 2014

Dillion nacque a Jupiter in Florida il 27 settembre del 1991. Fino all'età di 8 anni visse col padre, che successivamente si sposò con la sua attuale matrigna; poco dopo si spostò nella città di Yankeetown, dove visse con la sua famiglia.
Frequentò la "Health Academy" dove studiò igiene dentale e incominciò a lavorare presso delle cliniche come tirocinante.
Perse la verginità a 15 anni, in un bagno della struttura scolastica, fu così che iniziò ad essere considerata una ragazza "particolare", per di più Dillion proveniva da una famiglia conservatrice e discretamente tradizionalista e ciò non fu visto di buon occhio. All'età di 19 anni, mentre lavorava in una catena di ristoranti: l' "Olive Garden", incominciò ad avvicinarsi al mondo pornografico, traendo guadagno da alcune webcam che sfruttava per "intrattenere" coloro che pagando potevano partecipare direttamente alle dirette. In questo periodo una forte crisi colpì la zona in cui Dillion viveva, fu così che perse il lavoro nel ristorante e l'unico appiglio ormai rimasto fu la pornografia che già intraprendeva. Questa soluzione non venne accettata dal padre che, a differenza della madre, non appoggiava l'idea della figlia e successivamente tagliò i rapporti già complicati. Da quel momento Dillion incominciò ad interessarsi seriamente a questo mondo; sotto consiglio del suo ragazzo pubblicò degli annunci su Craigslist in cerca di un datore di lavoro in quel determinato campo.
Successivamente venne contattata da Bella Roxxx che le diede consigli sul mondo pornografico e la convinse definitivamente a intraprendere questo percorso, invitandola negli studi di Bang Bros per registrare la sua prima scena.
Iniziò la carriera del porno a 21 anni parallelamente agli studi per diventare dentista nel 2012. Nel novembre 2013 posò per la copertina del magazine Hustler. Nel 2016 prese parte alla terza edizione di "DP Star", un talent edito da Digital Playgroud.

## Filmografia
- Big Dick for a Cutie 2 (2012)
- Big Mouthfuls 17 (2012)
- Boffing the Babysitter 14 (2012)
- Brazzers Christmas Party (2012)
- Cougars vs. Kittens (2012)
- Eye Fucked Them All 2 (2012)
- Glam-Core (2012)
- I Love Big Toys 36 (2012)
- Lesbian Love Stories 1 (2012)
- Lesbian Rehab (2012)
- My Wife Caught Me Assfucking Her Mother 3 (2012)
- Naughty Nannies (2012)
- She's So Cute 4 (2012)
- Slumber Party Orgy (2012)
- So Young So Sexy POV 6 (2012)
- Teens Take It Big 4 (2012)
- Teens With Tits 15 (2012)
- This Isn't The Twilight Saga: Breaking Dawn 2 (2012)
- Tug Jobs 26 (2012)
- Vags with Badges (2012)
- American Cocksucking Sluts 3 (2013)
- Ass Masterpiece 11 (2013)
- Babysitter 8 (2013)
- Babysitter Diaries 12 (2013)
- Bad Lesbians (2013)
- Best Butt in the Biz (2013)
- Big Mouthfuls 22 (2013)
- Blowjob Fridays 7 (2013)
- Cheating Wives Caught 1 (2013)
- Cheating Wives Caught 5 (2013)
- College Guide to Female Orgasms (2013)
- College Rules 10 (2013)
- Couples Bang the Babysitter 9 (2013)
- Couples Seeking Teens 13 (2013)
- Cum Swallowing Auditions 3 (2013)
- Dare Dorm 16 (2013)
- Deep Creampies 3 (2013)
- Deep Throat This 62 (2013)
- Dirty Talkin' Stepdaughters (2013)
- Dorm Invasion 6 (2013)
- Dreams, Screams and Creams (2013)
- Erotic Massage Stories 2 (2013)
- Eternal Passion 1 (2013)
- Face Painters (2013)
- Facial Cum Catchers 28 (2013)
- Facial Overload 3 (2013)
- Fantasy Solos 8 (2013)
- Filthy Family 10 (2013)
- Girls of Bang Bros 26: Remy LaCroix (2013)
- Girls of Bang Bros 29: Luna Star (2013)
- Hand Jobs And Hotties (2013)
- Hot Brunettes (2013)
- I Know That Girl 12 (2013)
- King Dong 11 (2013)
- Laly's Hardcore Wet Dreamz (2013)
- Lesbian Doms and Subs 2 (2013)
- Lesbian Hitchhiker 6 (2013)
- Lesbian Love Stories 3 (2013)
- Lesbian Parties (2013)
- Let's Try Anal 4 (2013)
- Manuel Ferrara's Reverse Gangbang (2013)
- Moms Bang Teens 5 (2013)
- Mother-Daughter Exchange Club 28 (2013)
- My Ex Girlfriend 9 (2013)
- Naughty Bookworms 34 (2013)
- North Pole 105 (2013)
- Oil Overload 9 (2013)
- OMG I Fucked My Daughter's BFF 6 (2013)
- Panty Pops 7 (2013)
- Perfect Little Pussy (2013)
- Pinned Up Pussies (2013)
- Pornstars Make This the Party of Your Life as They Turned It into an Orgy (2013)
- Pretty Little Things (2013)
- Private Lives (2013)
- Santa's Horny Helpers (2013)
- Seduced By A Real Lesbian 13 (2013)
- Sexual Desires Of Lexi Belle (2013)
- Sexual Healing (2013)
- She's New 5 (2013)
- She's Only 18 8 (2013)
- Slutty Times at Innocent High (2013)
- Southern Hospitality (2013)
- Strap for Teacher 3 (2013)
- Super Hole XLVII (2013)
- Swallow This 30 (2013)
- Tanlines 4 (2013)
- Teens Like It Big 15 (2013)
- This Ain't Star Trek XXX 3 (2013)
- Throated 43 (2013)
- Too Big for Teens 13 (2013)
- Very Brazzers Christmas (2013)
- We Live Together.com 28 (2013)
- Wet Dreams (2013)
- Women Seeking Women 93 (2013)
- Young And Exposed (2013)
- Young and Glamorous 5 (2013)
- MILF Banged (2014)
- American Innocence (2014)
- Belle Knox and Friends (2014)
- Best in XXX (2014)
- Best Of She's So Cute (2014)
- Brand New Girls (2014)
- Cheer Squad Sleepovers 9 (2014)
- Crack Fuckers 5 (2014)
- Cuties 6 (2014)
- Dirty Masseur 7 (2014)
- Don't Be Mad (2014)
- Eternal Passion 3 (2014)
- Face Painters 2 (2014)
- Facial Cum Catchers 28 (2014)
- Fantasies Come True 2 (2014)
- Father Figure 5 (2014)
- Father's Day (2014)
- Foot Fetish Daily 18 (2014)
- Girl Next Door Likes It Dirty (2014)
- Girlfriend Experience 2 (2014)
- Girls Playground (2014)
- Hardcore Pleasures 2 (2014)
- Lesbian Sex 13 (2014)
- Masseuse 6 (2014)
- Mommy Does Me (2014)
- Mother-Daughter Exchange Club 34 (2014)
- New Stars of XXX 7 (2014)
- New Stars of XXX 9 (2014)
- Oral Overdose (2014)
- Orgasmic Lesbian Massage 3 (2014)
- Overbooked (2014)
- Party of Three 8 (2014)
- Perfectly Natural 4 (2014)
- Phat Ass White Girls 10: P.A.W.G. (2014)
- Pretty Little Teens 4 (2014)
- Scarlet Red (2014)
- Secret Desires (2014)
- Sensual Desire (2014)
- She's So Small (2014)
- She's Trending (2014)
- Show Her How (2014)
- Sisters United and Other Stories (2014)
- Size Does Matter 7 (2014)
- Strap Some Boyz 2 (2014)
- Tease Me POV 2 (2014)
- Teen Sex Project 7 (2014)
- TEEN-aholics 2 (2014)
- Teen-stravaganza 11 (2014)
- These Things We Do (2014)
- Threesome Fantasy (2014)
- Tight and Tasty (2014)
- Very Brazzers Christmas 2 (2014)
- Violation of Dillion Harper (2014)
- Women Seeking Women 104 (2014)
- Young Girl Seductions 2 (2014)
- Young Girls In Their Panties (2014)
- 2 Cute 4 Porn 3 (2015)
- Brandi's Girls (2015)
- Busty Dillion Harper Comes By Ready To Please (2015)
- Call Center Coochie (2015)
- Dahlia Sky Loves Girls (2015)
- Erotic Encounters (2015)
- Giant Toy, Giant Cock (2015)
- Hot Chicks Big Fangs 2 (2015)
- Knockout Knockers (2015)
- Lesbian Librarians (2015)
- Love Dice (2015)
- Masseuse in Training (2015)
- MILF Teen Cum Swap (2015)
- Moms Bang Teens 11 (2015)
- Mother Daughter Spa Day (2015)
- My Friend's Hot Girl 16 (2015)
- Naughty Bookworms 41 (2015)
- No Squirting In Class (2015)
- Present (2015)
- Pure 18 35 (2015)
- Return to Sapphic Bliss (2015)
- Scarlet Red Tastes Dillion Harper (2015)
- Secret Lesbian Diaries 3: Writing School (2015)
- Secret Spa (2015)
- Sex Pov 4 (2015)
- Sexual Appetite of a Young Petite 2 (2015)
- Stacked 4 (2015)
- Subby Girls 2 (2015)
- Teens Like It Big 19 (2015)
- Threesome Fantasies Fulfilled 7 (2015)
- True History Of Strap Attack 2 (2015)
- Twisted Passions 13 (2015)
- We Live Together.com 37 (2015)
- What Daddy Doesn't Know 3 (2015)
- Wild On Cam 11 (2015)
- Wild On Cam 7 (2015)
- Young Freaks 3 (2015)
- Three-Way Mistres (2016)

## Riconoscimenti
- AVN Awards
  - 2014 – Candidatura al Best Boy/Girl Sex Scene, Wet Dreams (2013)
  - 2014 – Candidatura al Best Group Sex Scene, Manuel Ferrara's Reverse Gangbang (2013)
  - 2014 – Candidatura al Best New Starlet
  - 2015 – Candidatura al Best Group Sex Scene, Private Lives (2013)
  - 2015 – Candidatura al Best POV Sex Scene, Tanlines 4 (2013)
  - 2015 – Candidatura al Fan Award: Favorite Female Porn Star
  - 2016 – Candidatura al Best POV Sex Scene, Girlfriend Experience 2 (2014)
  - 2016 – Candidatura al Fan Award: Best Boobs
  - 2016 – Candidatura al Fan Award: Biggest Web Celebrity
  - 2016 – Candidatura al Fan Award: Most Epic Ass
- Nightmoves
  - 2014 – Miss Congeniality
- Sex Awards
  - 2013 – Candidatura al Hottest New Girl
- Spank Bank Awards
  - 2014 – Candidatura al Most Adorable Slut
  - 2014 – Candidatura al Porn's Next "It" Girl
  - 2014 – Candidatura al Prettiest Girl In Porn
  - 2015 – Candidatura al Most Adorable Slut
  - 2015 – Candidatura al Prettiest Girl In Porn
  - 2015 – Candidatura al The Girl Next Door ... Only Better
  - 2016 – Candidatura al America's Porn Sweetheart
  - 2016 – Candidatura al Most Adorable Slut
  - 2016 – Candidatura al The Girl Next Door ... Only Better
  - 2018 – Candidatura al America's Porn Sweetheart
  - 2018 – Candidatura al Most Adorable Sexual Deviant
  - 2018 – Candidatura al Pussy Phenomenon of the Year
- XBIZ Awards
  - 2014 – Candidatura al Best New Starlet
  - 2015 – Candidatura al Best Scene – Vignette Release, Young Girl Seductions 2 (2014)
  - 2018 – Candidatura al Best Sex Scene – Virtual Reality, Motherly Love (2017)
- XRCO Awards
  - 2014 – Candidatura al Cream Dream of the Year
  - 2014 – Candidatura al New Starlet of the Year